# Oostelijke roodrugsaki
De oostelijke roodrugsaki (Chiropotes sagulatus)  is een zoogdier uit de familie van de sakiachtigen (Pitheciidae). De wetenschappelijke naam van de soort werd voor het eerst geldig gepubliceerd door Thomas Stewart Traill in 1821.

## Taxonomie
Vaak wordt naar deze soort verwezen als C. chiropotes en C. israelita naar de westelijke soort, maar C. israelita en C. chiropotes zijn synoniemen voor de westelijke roodrugsaki en C. sagulatus is de enige correcte naam voor de oostelijke soort.

## Voorkomen
C. sagulatus bewoont noordelijk Brazilië, Frans-Guyana, Guyana en Suriname. In Suriname komt de soort niet in de kustvlakte voor, maar in de heuvels en bergen van het binnenland is de roodrugsaki vrij algemeen.